# Stelis rozeni
Stelis rozeni är en biart som beskrevs av griswold, Parker och > 2003. Stelis rozeni ingår i släktet pansarbin, och familjen buksamlarbin. Inga underarter finns listade i Catalogue of Life.